# Rally di Monte Carlo 2004
Il Rally di Monte Carlo 2004, ufficialmente denominato 72ème Rallye Automobile de Monte-Carlo, è stata la prima prova del campionato del mondo rally 2004 nonché la settantaduesima edizione del Rally di Monte Carlo e la trentesima con valenza mondiale. La manifestazione si è svolta dal 23 al 25 gennaio sugli asfalti ghiacciati delle Alpi francesi a nord del Principato di Monaco con sede principale nella città di Monte Carlo.

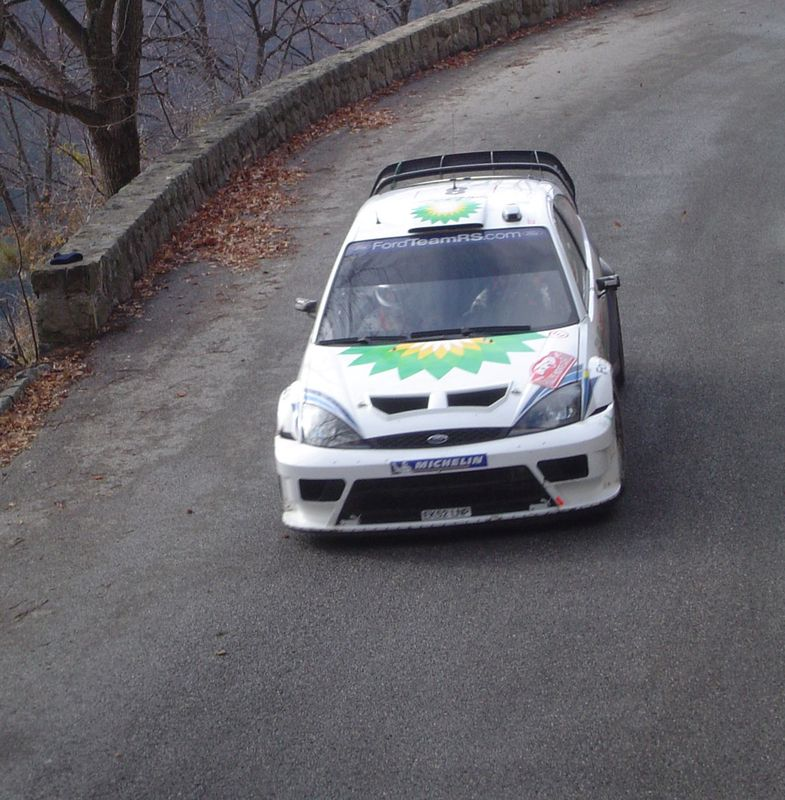
La Ford Focus RS WRC 03 di François Duval e Stéphane Prévot, terzi classificati

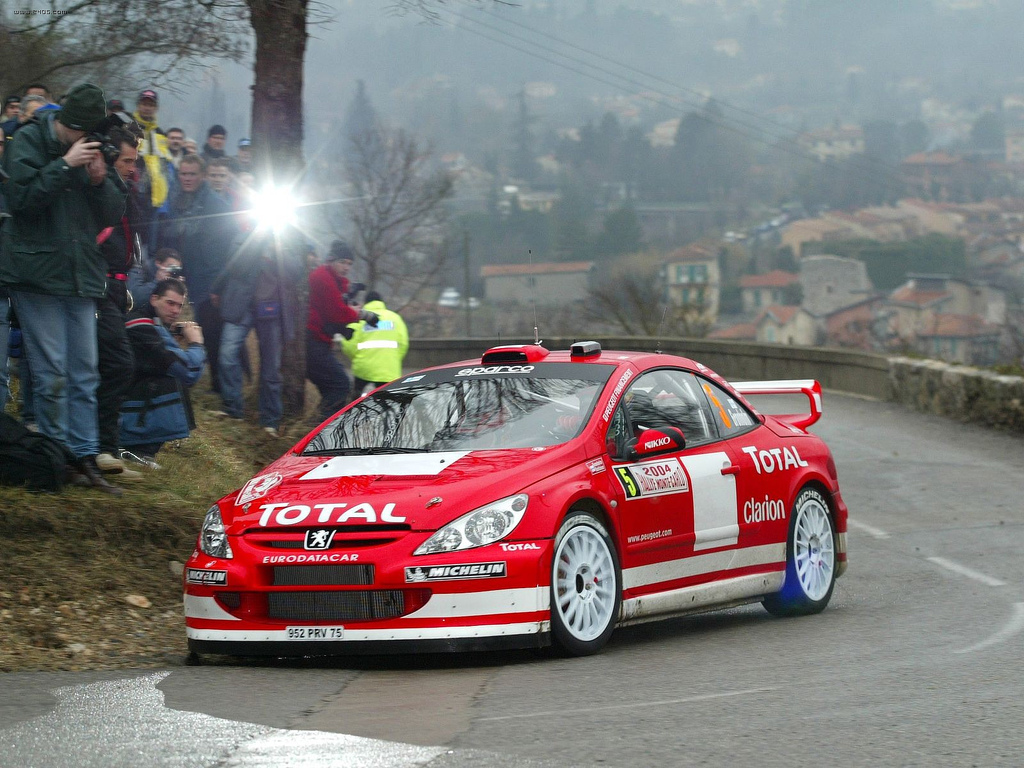
La nuova Peugeot 307 WRC di Marcus Grönholm e Timo Rautiainen, giunti al quarto posto

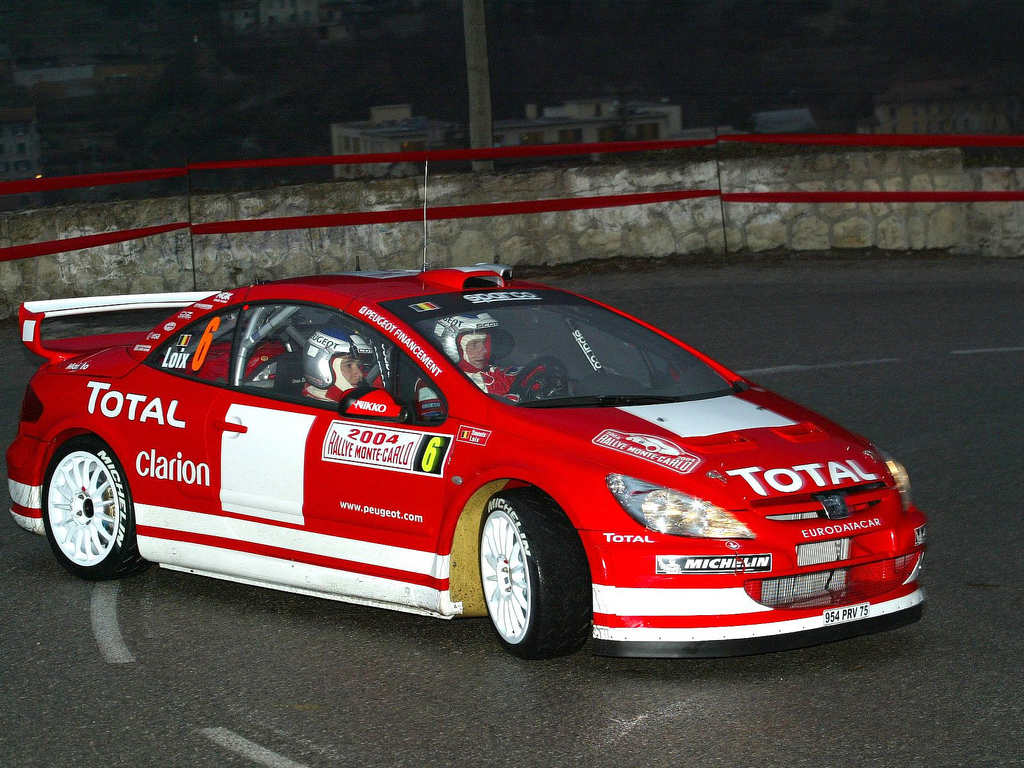
Freddy Loix e Sven Smeets sulla seconda Peugeot 307 WRC, quinti classificati

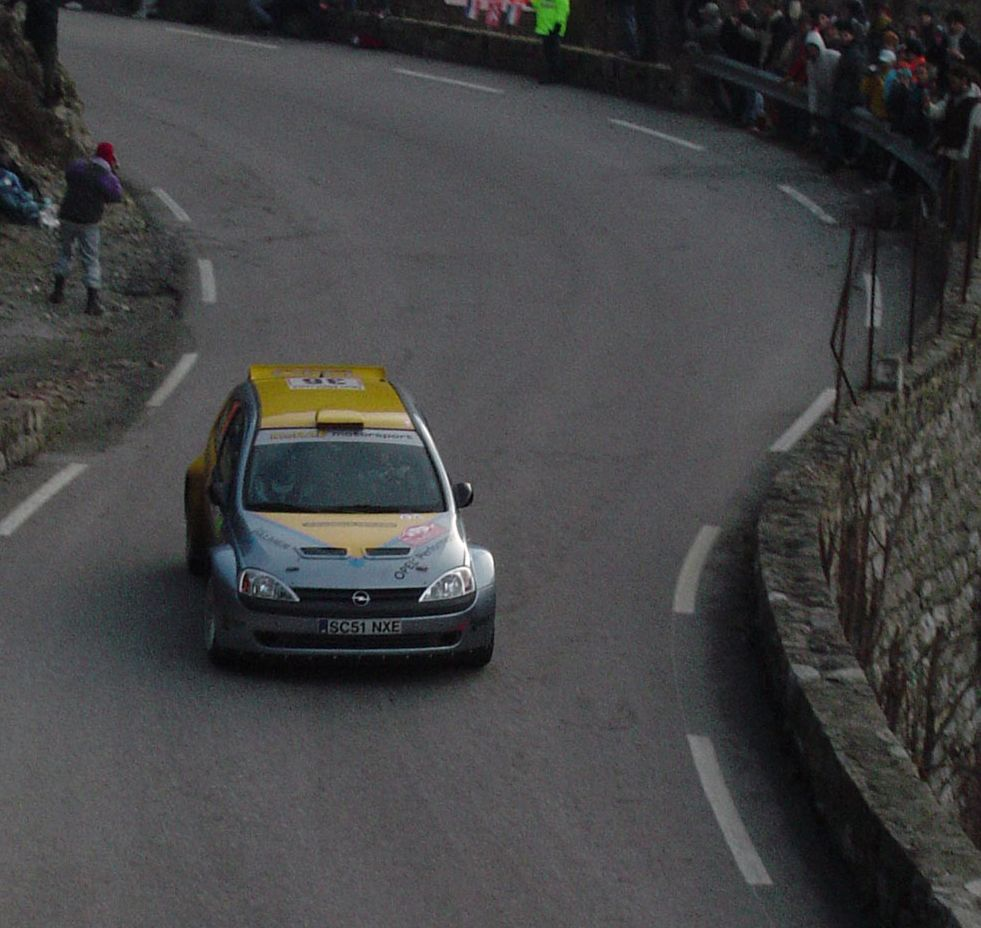
Kris Meeke e Chris Patterson su Opel Corsa S1600, terzi classificati nella categoria Junior WRC

La prima giornata si svolse sulle strade attorno a Gap, con il parco assistenza allestito nell'aerodromo di Tallard, mentre nelle rimanenti due frazioni esso ebbe sede proprio a Monte Carlo, nel complesso delle piscine all'interno del circuito dove si svolge annualmente il Gran Premio di Monaco, in quanto si gareggiò nei territori delle Alpi Marittime, rispettivamente a nord-est e a nord del Principato per quanto riguarda la seconda e la terza frazione del rally.
L'evento è stato vinto dal francese Sébastien Loeb, navigato dal monegasco Daniel Elena alla guida di una Citroën Xsara WRC della scuderia Citroën Total WRT, al loro quinto successo in carriera nonché il secondo consecutivo nella classica di apertura del mondiale, davanti alla coppia formata dall'estone Markko Märtin e dal britannico Michael Park e a quella belga composta da François Duval e Stéphane Prévot, entrambi su Ford Focus RS WRC 03 del team Ford BP Rallye Sport, che grazie a questo doppio podio si trovò a condurre la classifica costruttori con 4 punti di vantaggio su Citroën.
Nel Principato si disputava anche la prima tappa del campionato Junior WRC, che ha visto vincere l'equipaggio francese costituito da Nicolas Bernardi e Denis Giraudet, su Renault Clio S1600.

## Dati della prova
| Denominazione ufficiale             | Rallye Automobile de Monte-Carlo |
| Edizione N°                         | 72 |
| Tappa N°                            | 1 di 16 |
| Data manifestazione                 | da venerdì 23/01/2004 a domenica 25/01/2004                                                                                             |
| Sede ospitante                      | Monte Carlo (Principato di Monaco) |
| Sede parco assistenza               | Prima frazione: Tallard (Alte Alpi, Provenza-Alpi-Costa Azzurra, Francia). Seconda e terza frazione: Monte Carlo (Principato di Monaco) |
| Superficie                          | Asfalto/Neve |
| Iscritti                            | 45 |
| Partiti                             | 43 |
| Arrivati                            | 20 (46,5%) |
| Prove speciali previste             | 15 |
| Prove speciali disputate            | 13 (2 cancellate) |
| Prova più breve                     | 19,52 km (PS13 e PS15: Lantosque - Luceram)                                                                                             |
| Prova più lunga                     | 34,41 km (PS7: Lantosque - Col de Braus)                                                                                                |
| Prova più lenta                     | velocità media di 69,79 km/h (PS2: Piegut - Urtis 1)                                                                                    |
| Prova più veloce                    | velocità media di 104,56 km/h (PS6: Rosans - l'Epine)                                                                                   |
| Lunghezza prove speciali previste   | 389,12 km |
| Lunghezza prove speciali disputate  | 341,68 km (25,6% della distanza totale effettiva - cancellati 47,44 km)                                                                 |
| Lunghezza complessiva trasferimenti | 1024,65 km |
| Distanza totale effettiva           | 1331,92 km |

## Itinerario
| Frazione            | Prova  | Ora    | Nome                               | Partenza                          | Arrivo                            | Lunghezza | Totale    |
| ------------------- | ------ | ------ | ---------------------------------- | --------------------------------- | --------------------------------- | --------- | --------- |
| Frazione 1 (23 gen) | PS1    | 07:48  | Selonnet - Breziers 1              | Selonnet                          | Bréziers                          | 22,64 km  | 144,13 km |
| Frazione 1 (23 gen) | PS2    | 08:26  | Piegut - Urtis 1                   | Piégut                            | Curbans                           | 20,18 km  | 144,13 km |
| Frazione 1 (23 gen) |        | 09:01  | Assistenza – Tallard (20 min)      | Assistenza – Tallard (20 min)     | Assistenza – Tallard (20 min)     | –         | 144,13 km |
| Frazione 1 (23 gen) | PS3    | 10:09  | Selonnet - Breziers 2              | Selonnet                          | Bréziers                          | 22,64 km  | 144,13 km |
| Frazione 1 (23 gen) | PS4    | 10:47  | Piegut - Urtis 2                   | Piégut                            | Curbans                           | 20,18 km  | 144,13 km |
| Frazione 1 (23 gen) |        | 11:37  | Assistenza – Tallard (20 min)      | Assistenza – Tallard (20 min)     | Assistenza – Tallard (20 min)     | –         | 144,13 km |
| Frazione 1 (23 gen) | PS5    | 13:05  | Laborel - l'Aubergerie             | Laborel                           | Montferrand-la-Fare               | 26,68 km  | 144,13 km |
| Frazione 1 (23 gen) | PS6    | 13:48  | Rosans - l'Epine                   | Rosans                            | L'Épine                           | 31,81 km  | 144,13 km |
| Frazione 1 (23 gen) |        | 15:23  | Assistenza – Tallard (45 min)      | Assistenza – Tallard (45 min)     | Assistenza – Tallard (45 min)     | –         | 144,13 km |
|                     |        |        |                                    |                                   |                                   |           |           |
| Frazione 2 (24 gen) |        | 06:40  | Assistenza – Monte Carlo (20 min)  | Assistenza – Monte Carlo (20 min) | Assistenza – Monte Carlo (20 min) | –         | 140,79 km |
| Frazione 2 (24 gen) | PS7    | 08:18  | Lantosque - Col de Braus           | Lantosque                         | Lucéram                           | 34,41 km  | 140,79 km |
| Frazione 2 (24 gen) |        | 09:43  | Assistenza – Monte Carlo (20 min)  | Assistenza – Monte Carlo (20 min) | Assistenza – Monte Carlo (20 min) | –         | 140,79 km |
| Frazione 2 (24 gen) | PS8    | 11:21  | Tourette du Chateau - St Antonin 1 | Tourette-du-Château               | Saint-Antonin                     | 24,80 km  | 140,79 km |
| Frazione 2 (24 gen) | PS9    | 12:04  | Sigale - Col de Bleine 1           | Sigale                            | Saint-Auban                       | 28,39 km  | 140,79 km |
| Frazione 2 (24 gen) |        | 14:14  | Assistenza – Monte Carlo (20 min)  | Assistenza – Monte Carlo (20 min) | Assistenza – Monte Carlo (20 min) | –         | 140,79 km |
| Frazione 2 (24 gen) | PS10   | 15:52  | Tourette du Chateau - St Antonin 2 | Tourette-du-Château               | Saint-Antonin                     | 24,80 km  | 140,79 km |
| Frazione 2 (24 gen) | PS11   | 16:35  | Sigale - Col de Bleine 2           | Sigale                            | Saint-Auban                       | 28,39 km  | 140,79 km |
| Frazione 2 (24 gen) |        | 18:30  | Assistenza – Monte Carlo (45 min)  | Assistenza – Monte Carlo (45 min) | Assistenza – Monte Carlo (45 min) | –         | 140,79 km |
|                     |        |        |                                    |                                   |                                   |           |           |
| Frazione 3 (25 gen) |        | 07:30  | Assistenza – Monte Carlo (20 min)  | Assistenza – Monte Carlo (20 min) | Assistenza – Monte Carlo (20 min) | –         | 104,20 km |
| Frazione 3 (25 gen) | PS12   | 08:45  | Sospel - Turini - La Bollene 1     | Sospel                            | La Bollène-Vésubie                | 32,58 km  | 104,20 km |
| Frazione 3 (25 gen) | PS13   | 09:38  | Lantosque - Luceram 1              | Lantosque                         | Lucéram                           | 19,52 km  | 104,20 km |
| Frazione 3 (25 gen) |        | 10:50  | Assistenza – Monte Carlo (20 min)  | Assistenza – Monte Carlo (20 min) | Assistenza – Monte Carlo (20 min) | –         | 104,20 km |
| Frazione 3 (25 gen) | PS14   | 12:05  | Sospel - Turini - La Bollene 2     | Sospel                            | La Bollène-Vésubie                | 32,58 km  | 104,20 km |
| Frazione 3 (25 gen) | PS15   | 12:58  | Lantosque - Luceram 2              | Lantosque                         | Lucéram                           | 19,52 km  | 104,20 km |
| Frazione 3 (25 gen) |        | 14:10  | Assistenza – Monte Carlo (20 min)  | Assistenza – Monte Carlo (20 min) | Assistenza – Monte Carlo (20 min) | –         | 104,20 km |
| Totale              | Totale | Totale | Totale                             | Totale                            | Totale                            | Totale    | 389,12 km |

## Risultati

### Classifica
| Pos.                         | Nº       | Pilota               | Co-pilota             | Auto                    | Squadra                             | Classe    | Tempo     | Distacco | Punti    |
| Generale                     | Generale | Generale             | Generale              | Generale                | Generale                            | Generale  | Generale  | Generale | Generale |
| ---------------------------- | -------- | -------------------- | --------------------- | ----------------------- | ----------------------------------- | --------- | --------- | -------- | -------- |
| 1.                           | 3        | Sébastien Loeb       | Daniel Elena          | Citroën Xsara WRC       | Citroën Total WRT                   | WRC       | 4h12'03"0 | –        | 10       |
| 2.                           | 7        | Markko Märtin        | Michael Park          | Ford Focus RS WRC 03    | Ford BP Rallye Sport                | WRC       | 4h13'15"6 | +1'12"6  | 8        |
| 3.                           | 8        | François Duval       | Stéphane Prévot       | Ford Focus RS WRC 03    | Ford BP Rallye Sport                | WRC       | 4h13'22"6 | +1'19"6  | 6        |
| 4.                           | 5        | Marcus Grönholm      | Timo Rautiainen       | Peugeot 307 WRC         | Marlboro Peugeot Total              | WRC       | 4h13'29"8 | +1'26"8  | 5        |
| 5.                           | 6        | Freddy Loix          | Sven Smeets           | Peugeot 307 WRC         | Marlboro Peugeot Total              | WRC       | 4h20'19"9 | +8'16"9  | 4        |
| 6.                           | 9        | Gilles Panizzi       | Hervé Panizzi         | Mitsubishi Lancer WRC04 | Mitsubishi Motors Motor Sports MMSP | WRC       | 4h22'14"6 | +10'11"6 | 3        |
| 7.                           | 1        | Petter Solberg       | Phil Mills            | Subaru Impreza WRC2003  | 555 Subaru WRT                      | WRC       | 4h22'45"2 | +10'42"2 | 2        |
| 8.                           | 63       | Olivier Burri        | Jean-Philippe Patthey | Subaru Impreza WRC2003  | -                                   | WRC       | 4h29'52"1 | +17'49"1 | 1        |
| 9.                           | 71       | Jozef Béreš          | Petr Starý            | Hyundai Accent WRC3     | -                                   | WRC       | 4h31'46"1 | +19'43"1 | -        |
| 10.                          | 39       | Nicolas Bernardi     | Denis Giraudet        | Renault Clio S1600      | -                                   | A6 / JWRC | 4h35'41"1 | +23'38"1 | -        |
| Campionato piloti Junior WRC |          |                      |                       |                         |                                     |           |           |          |          |
| 1. (10.)                     | 39       | Nicolas Bernardi     | Denis Giraudet        | Renault Clio S1600      | -                                   | A6 / JWRC | 4h35'41"1 | –        | 10       |
| 2. (12.)                     | 32       | Urmo Aava            | Kuldar Sikk           | Suzuki Ignis S1600      | -                                   | A6 / JWRC | 4h39'49"1 | +4'08"0  | 8        |
| 3. (14.)                     | 36       | Kris Meeke           | Chris Patterson       | Opel Corsa S1600        | -                                   | A6 / JWRC | 4h43'15"6 | +7'34"5  | 6        |
| 4. (15.)                     | 34       | Alessandro Broccoli  | Giovanni Agnese       | Fiat Punto S1600        | -                                   | A6 / JWRC | 4h43'23"2 | +7'42"1  | 5        |
| 5. (16.)                     | 51       | Larry Cols           | Filip Goddé           | Renault Clio S1600      | -                                   | A6 / JWRC | 4h47'04"1 | +11'23"0 | 4        |
| 6. (17.)                     | 31       | Mirco Baldacci       | Giovanni Bernacchini  | Suzuki Ignis S1600      | -                                   | A6 / JWRC | 4h47'53"9 | +12'12"8 | 3        |
| 7. (18.)                     | 37       | Luca Cecchettini     | Nicola Arena          | Renault Clio S1600      | -                                   | A6 / JWRC | 4h59'14"6 | +23'33"5 | 2        |
| 8. (19.)                     | 45       | Per-Gunnar Andersson | Jonas Andersson       | Suzuki Ignis S1600      | -                                   | A6 / JWRC | 5h01'22"5 | +25'41"4 | 1        |

| Principali ritiri | Principali ritiri | Principali ritiri  | Principali ritiri   | Principali ritiri       | Principali ritiri                   | Principali ritiri | Principali ritiri | Principali ritiri |
| PS                | Nº                | Pilota             | Co-pilota           | Auto                    | Squadra                             | Classe            | Causa             | Pos.              |
| ----------------- | ----------------- | ------------------ | ------------------- | ----------------------- | ----------------------------------- | ----------------- | ----------------- | ----------------- |
| PS 5              | 10                | Gianluigi Galli    | Guido D'Amore       | Mitsubishi Lancer WRC04 | Mitsubishi Motors Motor Sports MMSP | WRC               | Incidente         | 8º                |
| PS 5              | 33                | Guy Wilks          | Phil Pugh           | Suzuki Ignis S1600      | -                                   | A6 / JWRC         | Incidente         | 24º               |
| PS 7              | 40                | Guerlain Chicherit | Michel Périn        | Citroën Saxo S1600      | -                                   | A6 / JWRC         | Rottura meccanica | 27º               |
| PS 9              | 2                 | Mikko Hirvonen     | Jarmo Lehtinen      | Subaru Impreza WRC2003  | 555 Subaru WRT                      | WRC               | Incidente         | 8º                |
| PS 9              | 4                 | Carlos Sainz       | Marc Martí          | Citroën Xsara WRC       | Citroën Total WRT                   | WRC               | Incidente         | 5º                |
| PS 9              | 46                | Xevi Pons          | Oriol Julià Pascual | Fiat Punto S1600        | -                                   | A6 / JWRC         | Incidente         | 20º               |
| PS 9              | 69                | Roman Kresta       | Jan Tománek         | Hyundai Accent WRC3     | -                                   | WRC               | Incidente         | 9º                |
| PS 12             | 43                | Jari-Matti Latvala | Miikka Anttila      | Ford Puma S1600         | -                                   | A6 / JWRC         | Incidente         | 22º               |
| PS 14             | 11                | Antony Warmbold    | Gemma Price         | Ford Focus RS WRC 02    | Ford BP Rallye Sport                | WRC               | Incidente         | 8º                |

Legenda
| Icona | Classe                                                                                  |
| ----- | --------------------------------------------------------------------------------------- |
| WRC   | Equipaggio di classe A8 che può conquistare punti per il campionato costruttori WRC     |
| WRC   | Equipaggio di classe A8 che non può conquistare punti per il campionato costruttori WRC |
| PWRC  | Equipaggio registrato al campionato PWRC                                                |
| JWRC  | Equipaggio registrato al campionato Junior WRC                                          |
|       | Ulteriori classificazioni                                                               |

### Prove speciali
| Frazione            | Prova | Ora   | Nome                               | Lunghezza | Vincitori                       | Tempo            | Velocità media   | Leader del rally                |
| ------------------- | ----- | ----- | ---------------------------------- | --------- | ------------------------------- | ---------------- | ---------------- | ------------------------------- |
| Frazione 1 (23 gen) | PS1   | 07:48 | Selonnet - Breziers 1              | 22,64 km  | prova cancellata                | prova cancellata | prova cancellata | prova cancellata                |
| Frazione 1 (23 gen) | PS2   | 08:26 | Piegut - Urtis 1                   | 20,18 km  | Marcus Grönholm Timo Rautiainen | 17'20"9          | 69,79 km/h       | Marcus Grönholm Timo Rautiainen |
| Frazione 1 (23 gen) | PS3   | 10:09 | Selonnet - Breziers 2              | 22,64 km  | Markko Märtin Michael Park      | 15'45"6          | 86,19 km/h       | Marcus Grönholm Timo Rautiainen |
| Frazione 1 (23 gen) | PS4   | 10:47 | Piegut - Urtis 2                   | 20,18 km  | Sébastien Loeb Daniel Elena     | 16'53"7          | 71,67 km/h       | Marcus Grönholm Timo Rautiainen |
| Frazione 1 (23 gen) | PS5   | 13:05 | Laborel - l'Aubergerie             | 26,68 km  | Marcus Grönholm Timo Rautiainen | 18'04"1          | 88,60 km/h       | Marcus Grönholm Timo Rautiainen |
| Frazione 1 (23 gen) | PS6   | 13:48 | Rosans - l'Epine                   | 31,81 km  | Sébastien Loeb Daniel Elena     | 18'15"2          | 104,56 km/h      | Sébastien Loeb Daniel Elena     |
|                     |       |       |                                    |           |                                 |                  |                  | Sébastien Loeb Daniel Elena     |
| Frazione 2 (24 gen) | PS7   | 08:18 | Lantosque - Col de Braus           | 34,41 km  | tempo forfettario               | 28'41"3          | 72,0 km/h        | Sébastien Loeb Daniel Elena     |
| Frazione 2 (24 gen) | PS8   | 11:21 | Tourette du Chateau - St Antonin 1 | 24,80 km  | Sébastien Loeb Daniel Elena     | 18'14"9          | 81,54 km/h       | Sébastien Loeb Daniel Elena     |
| Frazione 2 (24 gen) | PS9   | 12:04 | Sigale - Col de Bleine 1           | 28,39 km  | Sébastien Loeb Daniel Elena     | 20'11"6          | 84,35 km/h       | Sébastien Loeb Daniel Elena     |
| Frazione 2 (24 gen) | PS10  | 15:52 | Tourette du Chateau - St Antonin 2 | 24,80 km  | prova cancellata                | prova cancellata | prova cancellata | Sébastien Loeb Daniel Elena     |
| Frazione 2 (24 gen) | PS11  | 16:35 | Sigale - Col de Bleine 2           | 28,39 km  | Sébastien Loeb Daniel Elena     | 20'36"1          | 82,68 km/h       | Sébastien Loeb Daniel Elena     |
|                     |       |       |                                    |           |                                 |                  |                  | Sébastien Loeb Daniel Elena     |
| Frazione 3 (25 gen) | PS12  | 08:45 | Sospel - Turini - La Bollene 1     | 32,58 km  | Markko Märtin Michael Park      | 25'09"0          | 77,73 km/h       | Sébastien Loeb Daniel Elena     |
| Frazione 3 (25 gen) | PS13  | 09:38 | Lantosque - Luceram 1              | 19,52 km  | Petter Solberg Phil Mills       | 13'59"4          | 83,72 km/h       | Sébastien Loeb Daniel Elena     |
| Frazione 3 (25 gen) | PS14  | 12:05 | Sospel - Turini - La Bollene 2     | 32,58 km  | Markko Märtin Michael Park      | 24'03"9          | 81,23 km/h       | Sébastien Loeb Daniel Elena     |
| Frazione 3 (25 gen) | PS15  | 12:58 | Lantosque - Luceram 2              | 19,52 km  | Marcus Grönholm Timo Rautiainen | 13'46"1          | 85,06 km/h       | Sébastien Loeb Daniel Elena     |

## Classifiche mondiali
Classifica piloti
| Pos. | Pilota          | Punti |
| ---- | --------------- | ----- |
| 1    | Sébastien Loeb  | 10    |
| 2    | Markko Märtin   | 8     |
| 3    | François Duval  | 6     |
| 4    | Marcus Grönholm | 5     |
| 5    | Freddy Loix     | 4     |
| 6    | Gilles Panizzi  | 3     |
| 7    | Petter Solberg  | 2     |
| 8    | Olivier Burri   | 1     |

Classifica costruttori WRC
| Pos. | Squadra                             | Punti |
| ---- | ----------------------------------- | ----- |
| 1    | Ford BP Rallye Sport                | 14    |
| 2    | Citroën Total WRT                   | 10    |
| 3    | Marlboro Peugeot Total              | 9     |
| 4    | Mitsubishi Motors Motor Sports MMSP | 3     |
| 5    | 555 Subaru WRT                      | 2     |